# Lê Nguyễn Ngọc Hằng
Lê Nguyễn Ngọc Hằng (sinh ngày 8 tháng 12 năm 2003) thường được biết đến với nghệ danh HERA hay Hera Ngọc Hằng. Cô là một á hậu, ca sĩ, người mẫu, người dẫn chương trình người Việt Nam. Cô giành ngôi vị Á hậu 2 tại cuộc thi Hoa hậu Việt Nam 2022 cùng với giải phụ Người đẹp Tài năng Trước đó cô từng lọt vào Top 10 Hoa hậu Thế giới Việt Nam 2022. Cô đại diện Việt Nam dự thi Hoa hậu Liên lục địa 2023 và đạt danh hiệu Á hậu 2 Hoa hậu Liên lục địa 2023, cùng danh hiệu Hoa Hậu Liên lục địa châu Á & châu Đại Dương 2023.

## Tiểu sử
Lê Nguyễn Ngọc Hằng (sinh năm 2003) sinh ra và lớn lên tại Thành phố Hồ Chí Minh. Cô từng là cựu học sinh của trường THPT Trưng Vương. Đồng thời có 12 năm đạt được danh hiệu học sinh giỏi. Hiện tại, cô đang là sinh viên của trường Đại học Western Sydney của Australia.
Ngọc Hằng còn là thành viên của một số chương trình, dự án cộng đồng như dự án phi lợi nhuận hướng về người cao tuổi như The Elderly of Saigon, dự án hướng nghiệp và chia sẻ kỹ năng ứng tuyển đến nhân tài trẻ VOCO Center... Cô còn từng xuất hiện trong MV Việt Nam tái chế của ca sĩ (S)TRONG Trọng Hiếu và tham gia sáng tác tranh kỷ niệm 45 năm quan hệ ngoại giao Việt Nam - Singapore.

## Sự nghiệp

### Hoa hậu Thế giới Việt Nam 2022
Ngọc Hằng từng tham gia cuộc thi Hoa hậu Thế giới Việt Nam 2022 tại Quy Nhơn, Bình Định. Cô dừng chân ở Top 10 chung cuộc cùng các thành tích Top 5 Người đẹp Biển, Top 9 Người đẹp Thể thao. Đăng quang ngôi vị cao nhất là Huỳnh Nguyễn Mai Phương, Á hậu 1 là Lê Nguyễn Bảo Ngọc và Á hậu 2 là Nguyễn Phương Nhi.

### Hoa hậu Việt Nam 2022
Cô tiếp tục tham dự và đã đạt danh hiệu Á hậu 2 chung cuộc bên cạnh Hoa hậu Huỳnh Thị Thanh Thủy và Á hậu 1 Trịnh Thùy Linh. Đồng thời trong cuộc thi, cô đã chiến thắng phần thi "Người đẹp Tài năng" và có mặt trong Top 3 "Người đẹp Thể thao".

### Hoa hậu Liên lục địa 2023
Với danh hiệu Á hậu 2 Hoa hậu Việt Nam 2022, cô đã được chỉ định là đại diện Việt Nam tham gia Hoa hậu Liên lục địa 2023 được tổ chức vào ngày 15 tháng 12 năm 2023 tại Ai Cập và giành ngôi vị Á hậu 2

### Chọn gì chọn đi 2024 và Bước nhảy Hoàn vũ 2024
Năm 2024, cô tham gia chương trình truyền hình thực tế Chọn Gì Chọn Đi cùng Annie, Emcee L, OgeNus, Muộii và PiaLinh. Cùng năm cô tham gia chương trình Bước nhảy Hoàn vũ và đạt ngôi vị Á quân 1 cùng danh hiệu Nữ Hoàng Latin.

## Thành tích
- Top 10 Hoa hậu Thế giới Việt Nam 2022
- Á hậu 2 Hoa hậu Việt Nam 2022
  - Giải phụ: Người đẹp Tài năng
- Á hậu 2 Hoa hậu Liên lục địa 2023
  - Hoa hậu Liên lục địa châu Á & châu Đại Dương
- Á quân 1 Bước nhảy hoàn vũ (mùa 8)